# Odontria sandageri
Odontria sandageri är en skalbaggsart som beskrevs av Thomas Broun 1885. Odontria sandageri ingår i släktet Odontria och familjen Melolonthidae. Inga underarter finns listade i Catalogue of Life.